# Calibrachoa felipponei
Calibrachoa felipponei là loài thực vật có hoa trong họ Cà. Loài này được (Sandwith) Stehmann mô tả khoa học đầu tiên năm 2007.